# Плицхаузен
Плицхаузен (њем. Pliezhausen) општина је у њемачкој савезној држави Баден-Виртемберг. Једно је од 26 општинских средишта округа Ројтлинген. Према процјени из 2010. у општини је живјело 9.339 становника. Посједује регионалну шифру (AGS) 8415060.

## Географски и демографски подаци
Плицхаузен се налази у савезној држави Баден-Виртемберг у округу Ројтлинген. Општина се налази на надморској висини од 331 метра. Површина општине износи 17,3 km². У самом мјесту је, према процјени из 2010. године, живјело 9.339 становника. Просјечна густина становништва износи 540 становника/km².

## Међународна сарадња
| Мјесто | Држава    | Врста сарадње | Од    |
| ------ | --------- | ------------- | ----- |
| Лашко  | Словенија | партнерство   | 1994. |
|        | Француска | контакт       | 2000. |
| Извор  |           |               |       |